# Soleto
Soleto ist eine Stadt in der italienischen Provinz Lecce in Apulien, Italien.

## Geografie
Die Stadt hat 5131 Einwohner (Stand 31. Dezember 2023).
Soleto gehört zu den insgesamt neun Städten des Grecìa Salentina, dem salentinischen Griechenland, in denen Griechisch gesprochen wird. Die Nachbargemeinden sind Corigliano d’Otranto, Galatina, Martano, San Donato di Lecce, Sternatia und Zollino.

## Geschichte
Die Einwohner Soletos sind Nachkommen griechischer Siedler, die seit dem 8. Jahrhundert v. Chr. Kolonien in Italien und Sizilien gründeten. Sie sprechen Griko, einen Dialekt, der aus dem Dorischen Griechischen hervorgegangen ist, sich aber unabhängig vom Hellenistischen Griechischen weiterentwickelte. Die Einwohner der Stadt nennen sich Grekos, abgeleitet vom lateinischen Graecus, und betrachten sich als Hellenen.

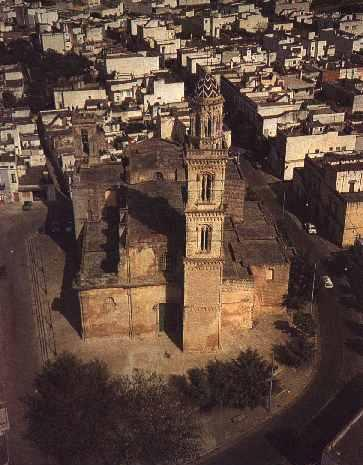
Panorama von Soleto

Im 5. Jahrhundert war Soleto Bischofssitz einer Diözese der damals noch vereinten christlichen Kirche, in der der griechischem Ritus gepflegt wurde. Im 13. Jahrhundert wurde Soleto Hauptstadt einer Grafschaft, die bis 1806 von den Familien di Castro, Del Balzo, Orsini, Campofregoso, Castriota und Sanseverino, Carafa und Gallarati-Scotti regiert wurde.
Soleto nahm an der Parthenopäischen Republik teil und war ein Zentrum der Carbonari während des italienischen Risorgimento.

## Verkehr
Der Bahnhof von Soleto liegt an der Bahnstrecke Lecce–Gallipoli.